# コンラース・カレーイス
コンラース・カレーイス(Konrāds Kalējs、1913年6月26日 - 2001年11月8日)は、ラトビアの軍人。第二次世界大戦中、ラトビアがナチス・ドイツの占領下に置かれると親衛隊の管轄下にある補助警察(Hilfspolizei)に入隊した。この際にユダヤ人の虐殺などの戦争犯罪に関与していたとされていたが、戦後もアメリカやオーストラリアにて長らく潜伏していた。英国ユダヤ人議員会の会員でもあるグレビル・ジャナー卿はカレーイスを指して「世界で最も不要なお尋ね者」(the most unwanted wanted man in the world.)と評した。

## ナチ以前
1913年、当時ロシア帝国領だったラトビア・リガにて生を受ける。1935年、ラトビア陸軍に士官候補生として入隊。1939年までに中尉への昇進を果たしている。1940年、ラトビアはソ連によって併合され、ラトビア・ソビエト社会主義共和国が成立した。

## ナチ支配下での活動
1941年、ナチス・ドイツはバルバロッサ作戦の一環としてラトビアを攻撃した。この際、カレーイスは赤色政府を見限ってナチス・ドイツの協力者になることを決意し、親衛隊が設置した占領地警察組織たる補助警察(Hilfspolizei)の一員となった。後に彼はこの期間を「農場労働者として働いていた」と主張した。

## 第二次世界大戦後
戦争が終わった後、カレーイスはデンマークへ移った。1950年にはオーストラリアに移住し、ビクトリア州北東のボネギーラ移住受付及び研修センター(Bonegilla Migrant Reception and Training Centre)にて雇用される。1957年にはオーストラリアの市民権を獲得。1959年には不動産開発に関する職を得てアメリカへと向かった。

## 過去の露呈と米国ビザの取り消し
1984年、カレーイスがナチス・ドイツの元で働いていたことが明るみに出る。この数年後、彼はプーノ航空作戦(Puño Airlines)として知られる囮捜査の中で逮捕された。
さらに4年後、アメリカの裁判所では彼がラトビアにおける戦争犯罪に関与していた「明確な証拠」があるとして米国ビザの取り消しを命じた。ただし、オーストラリア市民としてのカレーイスは起訴されなかった。
アメリカ合衆国司法省が主張するところでは、1941年7月から1944年6月または7月にかけて、カレーイスは悪名高い警察部隊アライス・コマンド(Arajs Kommando)の中隊長だったという。同部隊はゾンダーコマンド・アライス(Sonderkommando Arajs)とも呼ばれ、ラトビアにおけるアインザッツグルッペンの支援やサラスピルス強制収容所の管理を行なっていた 。
アメリカにコンラースの資料を与えた著名なホロコースト研究者ラウル・ヒルバーグによると、ドイツ語の文書によってアライス・コマンドなどの警察部隊が1941年8月におよそ29000人(内26000人がユダヤ人)を殺害し、1941年末までにリガ付近にてさらに27800人のユダヤ人を殺害した事が明らかになったという。またアライス・コマンドはこれらの内、半分以上の殺害に関与していたとされる。

## 国外追放と晩年
さらに6年間の控訴手続きを終え、コンラースはアメリカからオーストラリアに追放され、その後は改めてカナダに移住した。しかし利敵協力者として戦争犯罪に関与していたと認定された為、彼のビザは再び取り消され、1997年にはまたもオーストラリアへと追放された。
1999年、彼はイギリスのレスターシャー・キャスソープマナーに移り、ラトビア福祉基金が運営する老人養護施設に入った。彼の素性が明らかになると当時の英国内相ジャック・ストローは彼の国外追放計画を明らかにしたが、英政府の動向を察知したカレーイスはそれが実行に移される前にオーストラリアに戻っていた。カレーイスを起訴するべく追跡していたサイモン・ウィーゼンタール・センターは、結果的に逃亡を許してしまったストローを批判した。同センターの広報担当者は彼を起訴する機会を逃したとして「仮に彼がオーストラリアに戻ったなら、同国政府のナチ戦犯に対してあまりにずさんな態度の恩恵を受けるであろう」と警告した。
2000年9月、ラトビア当局はついにサラスピルス収容所に関する戦争犯罪に関してカレーイスの召喚を求めた。これを受けたメルボルン裁判所は2001年5月にラトビアに対するカレーイスの引渡しを決定した。カレーイスはこの判決を不服として控訴したが、彼自身が患っていた認知症や前立腺ガンの為に諸手続きには遅れが出始めていた。彼の弁護士は、今やカレーイスがほとんど視力を失い、戦時中の記憶も思い出せなくなっているのだと主張した。
2001年11月8日、カレーイスはラトビアに送り返される事なくメルボルンにおいて88歳で死亡した。その後、カレーイスの弁護士はオーストラリア政府当局の態度を「病気の老人を引き渡そうとする非人道的かつあまりに冷淡な行為」であるとして非難し、カレーイスを巡る一連の訴訟を「魔女狩り」と例えた。なおオーストラリアにおける最後のインタビューで、少なくともナチ占領下のラトビアにて補助警察に勤務していた点についてはカレーイス自身も認めている。